# Incontri internazionali di rugby a 15 di metà anno 2005
A metà anno 2005 le varie Nazionali di rugby a 15 dell'Emisfero Nord effettuarono i loro tour e spedizioni.

## British and Irish Lions in Nuova Zelanda
Preliminarmente al tour in Nuova Zelanda i British Lions disputarono un test match nel Regno Unito contro l'Argentina, un pareggio 25-25 premonitore delle difficoltà che la formazione avrebbe incontrato nell'Emisfero Sud (concretizzatesi nella successiva sconfitta 0-3 nella serie contro gli All Blacks).
| Arbitro: | Stuart Dickinson |

|                                            |      |                                           |
| 19’ O. Smith                               | mt   | 9’ Núñez Piossek                          |
| 19’ Wilkinson                              | tr   | 9’ F. Todeschini                          |
| 33’, 40’, 40+7’, 49’, 66’, 80+8’ Wilkinson | c.p. | 5’, 16’, 23’, 36’, 54’, 57’ F. Todeschini |

## Asia
- Giappone in Sudamerica:

| Montevideo 16 aprile 2005 | Uruguay | 24 – 18 | Giappone |  |

| Buenos Aires 23 aprile 2005 | Argentina | 68 – 36 | Giappone |  |

## Pacifico
Match senza storia per le Figi, travolte da quattro mete di Sivivatu e dagli All Blacks
| Albany 10 giugno 2005 | Nuova Zelanda | 91 – 0 | Figi |  |

- Samoa in Australia:

| Sydney 2 giugno 2005 | Australia | 74 – 7 | Samoa |  |

## Sudamerica
| East London 11 giugno 2005 | East London | 12 – 59 | Uruguay A |  |

| East London 11 giugno 2005 | Sudafrica | 134 – 3 | Uruguay |  |